# Сборная Новой Зеландии по хоккею с шайбой
Сборная Новой Зеландии по хоккею с шайбой представляет Новую Зеландию на международных соревнованиях.

## История
Первый официальный матч сборная Новой Зеландии провела 13 марта 1987 года в рамках четвёртого дивизиона чемпионата мира по хоккею с шайбой 1987 года, уступив сборной Республики Корея со счётом 2:35. В том же турнире сборная установила два рекорда, одержав самую крупную победу (над Гонконгом 19:0) и уступив с самым крупным счётом (Австралии — 0:58) в своей истории. На следующий сезон новозеландцы заняли последнее место и приняли решение далее не выступать.
С 1995 года сборная является постоянным участником чемпионата мира низших дивизионов. В 2003 году матчи третьего дивизиона чемпионата мира прошли в крупнейшем новозеландским городе Окленде (впервые Новая Зеландия приняла турнир такого уровня) и команда хозяев выиграла его, что дало ей право выступать во втором; в нём команда провела три сезона, вылетев в 2006 обратно в третий. При этом чемпионат второго дивизиона прошёл вновь в Окленде.
В 2007 году Новая Зеландия снова выигрывает третий дивизион чемпионата мира на этот раз в Ирландии. Однако следующий чемпионат второго дивизиона, который состоялся в соседней Австралии, новозеландцы провели неудачно и снова опустились в третий дивизион. В 2009 году хоккейный чемпионат в третий раз принимала Новая Зеландия. На этот раз он прошёл в городе Данидин и хозяева заняли первое место, что позволило им вернуться во второй дивизион. С 2010 года команда начала вновь выступать во втором дивизионе группы B. На следующий сезон новозеландцы сумела перейти в группу А. Однако в 2012 году команда заняла последнее место в группе А второго дивизиона и вернулась в группу В, где выступает по настоящее время. С 2017 года за Новую Зеландию выступает натурализованный эстонский хоккеист Александр Полозов.

## Состав на чемпионате мира 2015
| №          | Имя                | Дата рождения              | Клуб                  | Рост    | Вес     |
| Вратари    | Вратари            | Вратари                    | Вратари               | Вратари | Вратари |
| ---------- | ------------------ | -------------------------- | --------------------- | ------- | ------- |
| 1          | Рик Пэрри          | 2 ноября 1987 (37 лет)     | Вест Окленд Адмиралс  | 187     | 84      |
| 20         | Джейден Пайн-Мёрфи | 2 марта 1990 (35 лет)      | Мельбурн Айс          | 182     | 84      |
| Защитники  |                    |                            |                       |         |         |
| 2          | Джейми Лоуренс     | 17 декабря 1992 (32 года)  | Кентербери Ред Девилз | 190     | 88      |
| 6          | Митчелл Фрир       | 12 сентября 1993 (31 год)  | Саутерн Стампид       | 185     | 87      |
| 9          | Бертон Хайнс (К)   | 25 сентября 1980 (44 года) | Саутерн Стампид       | 183     | 93      |
| 12         | Реми Сандой        | 13 декабря 1992 (32 года)  | Вест Окленд Адмиралс  | 193     | 92      |
| 13         | Эндрю Хей          | 25 июня 1985 (40 лет)      | Ботани Сварм          | 182     | 95      |
| 15         | Джордж Кослетт     | 13 апреля 1994 (31 год)    | Данидин Тандер        | 183     | 85      |
| 18         | Иан Ваннамакер     | 24 апреля 1981 (44 года)   | Ботани Сварм          | 178     | 73      |
| 23         | Томас Таппин       | 21 января 1994 (31 год)    | Кентербери Ред Девилз | 187     | 92      |
| Нападающие |                    |                            |                       |         |         |
| 5          | Майкл Аттвелл      | 25 октября 1991 (33 года)  | Ботани Сварм          | 186     | 85      |
| 7          | Максвелл Махарг    | 8 ноября 1995 (29 лет)     | Саутерн Стампид       | 177     | 83      |
| 8          | Коннор Харрисон    | 11 июня 1993 (32 года)     | Данидин Тандер        | 185     | 86      |
| 10         | Николас Хендерсон  | 5 июля 1990 (35 лет)       | Вест Окленд Адмиралс  | 191     | 106     |
| 11         | Джереми Чай        | 2 декабря 1990 (34 года)   |                       | 178     | 83      |
| 14         | Каллум Бёрнс       | 23 ноября 1996 (28 лет)    | Саутерн Стампид       | 176     | 76      |
| 16         | Джино Хейд         | 15 декабря 1990 (34 года)  | Данидин Тандер        | 190     | 89      |
| 17         | Дейл Харроп (А)    | 29 апреля 1989 (36 лет)    | Кентербери Ред Девилз | 172     | 75      |
| 19         | Брэдли Эппс        | 29 сентября 1995 (29 лет)  | Данидин Тандер        | 183     | 89      |
| 21         | Джошуа Хей         | 2 декабря 1988 (36 лет)    | Солуэй Шаркс          | 182     | 87      |
| 22         | Джордан Чэллис     | 28 февраля 1992 (33 года)  | Ботани Сварм          | 173     | 82      |
| 24         | Эндрю Кокс (А)     | 6 сентября 1990 (34 года)  | Перт Тандер           | 185     | 80      |

Главный тренер: Янош Касала
Ассистент: Стейси Рут